# Persone di nome Guido/Calciatori
| Questa pagina contiene informazioni ricavate automaticamente dalle voci biografiche con l'ausilio del template Bio e di un bot. L'aggiornamento è periodico e automatico e ricostruisce completamente la pagina. Se manca una persona in questa lista, sei pregato di non aggiungerla, ma accertati piuttosto che la sua voce biografica contenga il template Bio e che i dati anagrafici siano correttamente compilati. Se il template Bio manca, inseriscilo tu stesso o, in alternativa, metti l'avviso {{tmp\|Bio}} che ne segnala la mancanza. Se i dati riportati sono sbagliati, correggi direttamente la voce biografica; le modifiche saranno visibili in questa lista entro pochi giorni. Per chiarimenti vedi il progetto antroponimi. La lista contiene solo le 66 persone che sono citate nell'enciclopedia e per le quali è stato implementato correttamente il template Bio. Pagina aggiornata al 22 lug 2025. |

Questa è una lista di persone presenti nell'enciclopedia che hanno il nome Guido e sono calciatori.

## A(5)
- Guido Abayián, calciatore argentino (Neuquén, n. 1989)
- Guido Alberti, calciatore italiano (San Giorgio di Piano, n. 1897 - Padova, † 1918)
- Guido Alvarenga, ex calciatore paraguaiano (Asunción, n. 1970)
- Guido Ara, calciatore e allenatore di calcio italiano (Vercelli, n. 1888 - Firenze, † 1975)
- Guido Aycard, calciatore e allenatore di calcio italiano (Genova, n. 1903 - Genova, † 1993)

## B(9)
- Guido Beltrami, calciatore italiano (Torino, n. 1865 - Rosa dei Banchi, † 1920)
- Guido Biondi, calciatore italiano (Lanciano, n. 1952 - Lanciano, † 1999)
- Guido Boldi, calciatore italiano (Tarcento, n. 1919)
- Guido Bolognini, calciatore italiano (Livinallongo del Col di Lana, † 1916)
- Guido Bona, ex calciatore e allenatore di calcio italiano (Pralongo, n. 1936)
- Guido Bosio, calciatore e allenatore di calcio italiano (Verona, n. 1899 - Verona, † 1963)
- Guido Bosio, calciatore italiano (Golasecca, n. 1911 - Verona, † 1963)
- Guido Buchwald, ex calciatore e allenatore di calcio tedesco (Berlino Ovest, n. 1961)
- Guido Burgstaller, calciatore austriaco (Villach, n. 1989)

## C(6)
- Guido Capello, calciatore e allenatore di calcio italiano (Monsummano Terme, n. 1923 - Lecco, † 2001)
- Guido Carrillo, calciatore argentino (Magdalena, n. 1991)
- Guido Castoldi, calciatore italiano
- Guido Cavalli, calciatore e dirigente sportivo italiano (Napoli, n. 1892)
- Guido Corbelli, calciatore e allenatore di calcio italiano (Sassuolo, n. 1913 - † 1994)
- Guido Costa, calciatore italiano

## D(7)
- Guido De Biase, calciatore italiano (Foggia)
- Guido Debernardi, calciatore italiano (Torino, n. 1894 - Torino, † 1963)
- Guido Del Grosso, ex calciatore italiano (Borgo Val di Taro, n. 1935)
- Guido Della Valle, calciatore italiano (Bologna, n. 1894 - † 1915)
- Guido Di Vanni, calciatore argentino (Rosario, n. 1988)
- Guido Donaglio, calciatore italiano (n. 1911)
- Guido Duo, calciatore e allenatore di calcio italiano (Copparo, n. 1907 - Reggio Emilia, † 1979)

## F(1)
- Guido Fovana, calciatore italiano (Omegna, n. 1920 - Omegna, † 1982)

## G(3)
- Guido Gaviglio, calciatore italiano (Tortona)
- Guido Gianfardoni, calciatore e allenatore di calcio italiano (La Spezia, n. 1901 - Novara, † 1941)
- Guido Gratton, calciatore e allenatore di calcio italiano (Monfalcone, n. 1932 - Bagno a Ripoli, † 1996)

## H(1)
- Guido Herrera, calciatore argentino (Río Cuarto, n. 1992)

## K(1)
- Guido Klein, calciatore e allenatore di calcio italiano (Roma, n. 1923)

## M(10)
- Guido Macor, calciatore italiano (Udine, n. 1932 - Udine, † 2024)
- Guido Mainero, calciatore argentino (Córdoba, n. 1995)
- Guido Manfré, calciatore italiano (Roma, n. 1920 - Roma, † 1997)
- Guido Manni, calciatore italiano (Castelnuovo Rangone, n. 1898 - Modena, † 1951)
- Guido Marchi, calciatore italiano (Carmagnola, n. 1896 - Torino, † 1969)
- Guido Marilungo, ex calciatore italiano (Montegranaro, n. 1989)
- Guido Mazza, calciatore italiano (Torino, n. 1903 - † 1977)
- Guido Mazzetti, calciatore e allenatore di calcio italiano (Bologna, n. 1916 - Perugia, † 1997)
- Guido Milán, ex calciatore argentino (Haedo, n. 1987)
- Guido Minghetti, calciatore italiano (Vercelli, n. 1922)

## O(2)
- Guido Olivares, calciatore italiano (Lecco, n. 1900)
- Guido Onor, ex calciatore italiano (Arona, n. 1948)

## P(3)
- Guido Pedroni, calciatore italiano (Milano, n. 1883 - Milano, † 1964)
- Guido Pera, calciatore italiano (Cascina, n. 1891 - Pisa, † 1975)
- Guido Postiglione, ex calciatore italiano (Firenze, n. 1938)

## Q(1)
- Guido Quadri, calciatore e allenatore di calcio italiano (Como, n. 1923)

## R(3)
- Guido Rodríguez, calciatore argentino (Sáenz Peña, n. 1994)
- Guido Ros, calciatore italiano (Greco Milanese, n. 1897)
- Guido Röss, calciatore italiano

## S(3)
- Guido Scanferla, calciatore italiano (Padova, n. 1908 - Mar Mediterraneo, † 1943)
- Guido Sellan, calciatore italiano (Mühlacker, n. 1910)
- Guido Soldani, calciatore e allenatore di calcio italiano (San Cipriano Po, n. 1926 - † 2023)

## T(2)
- Guido Tavellin, calciatore e allenatore di calcio italiano (Legnago, n. 1920 - Verona, † 1994)
- Guido Testolina, calciatore e allenatore di calcio italiano (Venezia, n. 1911 - Venezia, † 1978)

## V(6)
- Guido Vadalá, calciatore argentino (Rosario, n. 1997)
- Guido Valerio, calciatore italiano (Milano, n. 1876 - Gironico, † 1943)
- Guido Vandone, calciatore italiano (Torino, n. 1930 - Albenga, † 2019)
- Guido Verdún, calciatore paraguaiano (San Juan Nepomuceno, n. 1995)
- Guido Villar, calciatore argentino (Bahía Blanca, n. 1995)
- Guido Visco Gilardi, calciatore italiano (Busto Arsizio, n. 1925 - Castellanza, † 2017)

## Z(3)
- Guido Zagano, ex calciatore italiano (Pero, n. 1934)
- Guido Zucchini, calciatore italiano (Tuoro sul Trasimeno, n. 1930 - Tuoro sul Trasimeno, † 2010)
- Guido Zuliani, calciatore italiano (Ziracco, n. 1913 - La Spezia, † 1999)